# Acil-proteína tioesterase
As Acil-proteína tioesterases são enzimas que clivam modificações lipídicas em proteínas, localizadas no átomo de enxofre de resíduos de cisteína ligados por uma ligação tioéster. As acil-proteína tioesterases fazem parte da superfamília de proteínas α/β hidrolases e têm uma tríade catalítica conservada. Por essa razão, as acil-proteína tioesterases também são capazes de hidrolisar ligações éster ligadas ao oxigênio.

## Função
As acil-proteína tioesterases estão envolvidas na despalmitoilação de proteínas, o que significa que elas clivam as modificações de palmitoíla nos resíduos de cisteína das proteínas. Os alvos celulares incluem proteínas G-alfa triméricas, canais iônicos e GAP-43. Além disso, as acil-proteína tioesterases humanas  1 e 2 foram identificadas como componentes principais no controle do ciclo de palmitoilação do oncogene Ras. A despalmitoilação de Ras por acil-proteína tioesterases reduz potencialmente a afinidade de Ras pelas endomembranas, permitindo que seja palmitoilado novamente no aparelho de Golgi e direcionado para a membrana plasmática. Acredita-se, portanto, que as acil-proteína tioesterases corrigem a potencial deslocalização do Ras.

## Enzimas conhecidas
| Acil-proteína tioesterase 1 | Acil-proteína tioesterase 1 |
| Indicadores                 | Indicadores                 |
| --------------------------- | --------------------------- |
| Símbolo                     | LYPA1                       |
| Símbolos alt.               | APT1                        |
| HUGO                        | 6737                        |
| OMIM                        | 605599                      |
| RefSeq                      | NP_001266285.1              |
| UniProt                     | O75608                      |
| Outros dados                |                             |
| Número EC                   | 3.1.2.-                     |

| Acil-proteína tioesterase 2 | Acil-proteína tioesterase 2 |
| Indicadores                 | Indicadores                 |
| --------------------------- | --------------------------- |
| Símbolo                     | LYPA2                       |
| Símbolos alt.               | APT2                        |
| HUGO                        | 6738                        |
| OMIM                        | 616143                      |
| RefSeq                      | NC_000001.11                |
| UniProt                     | O95372                      |
| Outros dados                |                             |
| Número EC                   | 3.1.2.-                     |

As acil-proteína tioesterases humanas totalmente validadas atualmente são APT1 e APT2 que compartilham 66% de homologia de sequência. Além disso, há um punhado de supostas acil-proteína tioesterases relatadas, incluindo a família de enzimas ABHD17. No lisossomo, o PPT1 da família da proteína palmitoil tioesterase tem atividade enzimática semelhante às acil-proteína tioesterases.

## Estrutura

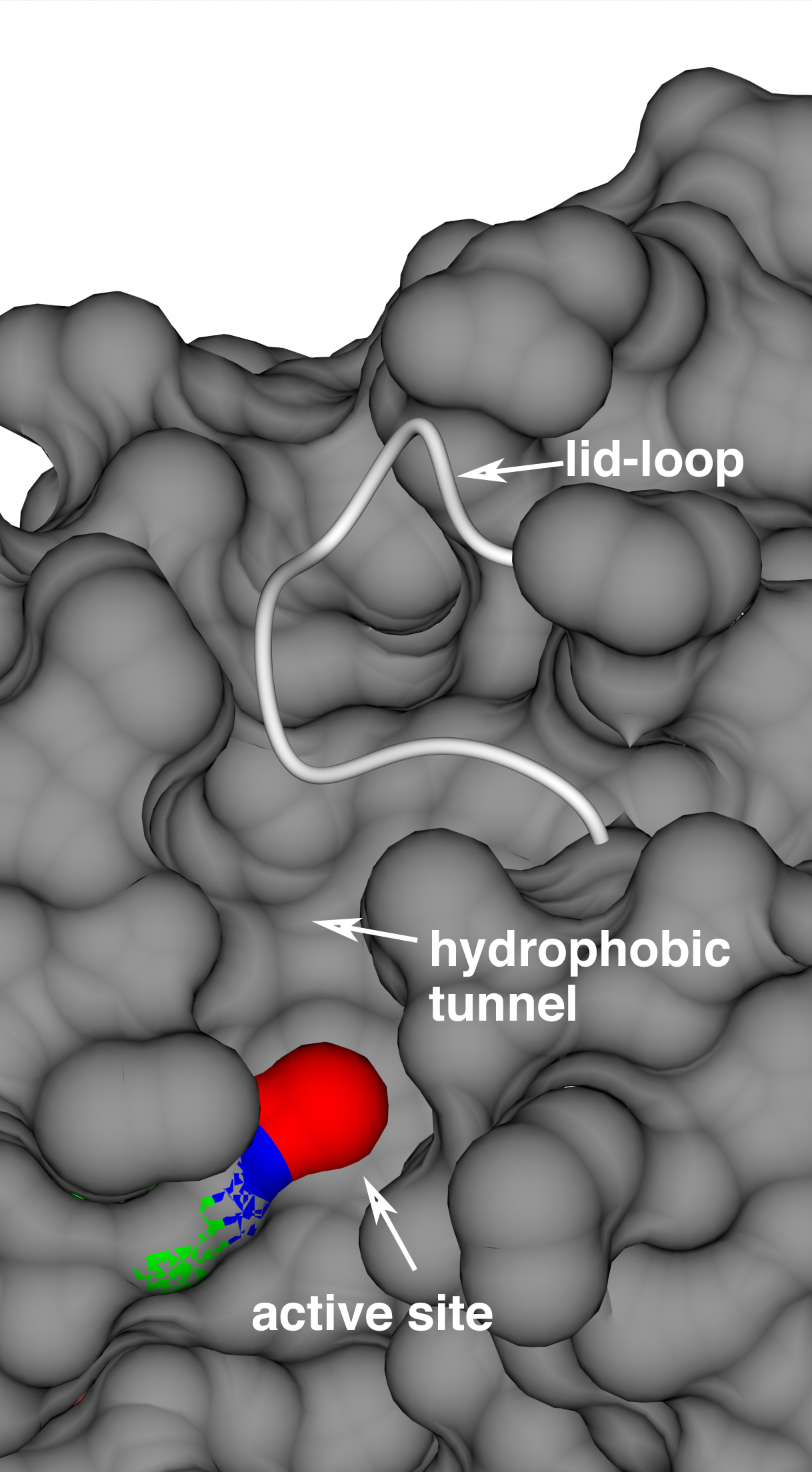
Sítio ativo, túnel hidrofóbico e alça da tampa das acil-proteína tioesterases

As acil-proteína tioesterases apresentam três componentes estruturais principais que determinam a função da proteína e o processamento do substrato: 1. Uma tríade catalítica clássica conservada para quebrar ligações éster e tioéster; 2. Um longo túnel de substrato hidrofóbico para acomodar a fração palmitoil, conforme identificado nas estruturas cristalinas da acil-proteína tioesterase 1 humana, acil-proteína tioesterase 2 humana e acil-proteína tioesterase 2 de Zea mays; 3. Uma tampa em forma de alça que cobre o sítio catalítico é altamente flexível e é um fator principal que determina a taxa de liberação do produto da enzima.

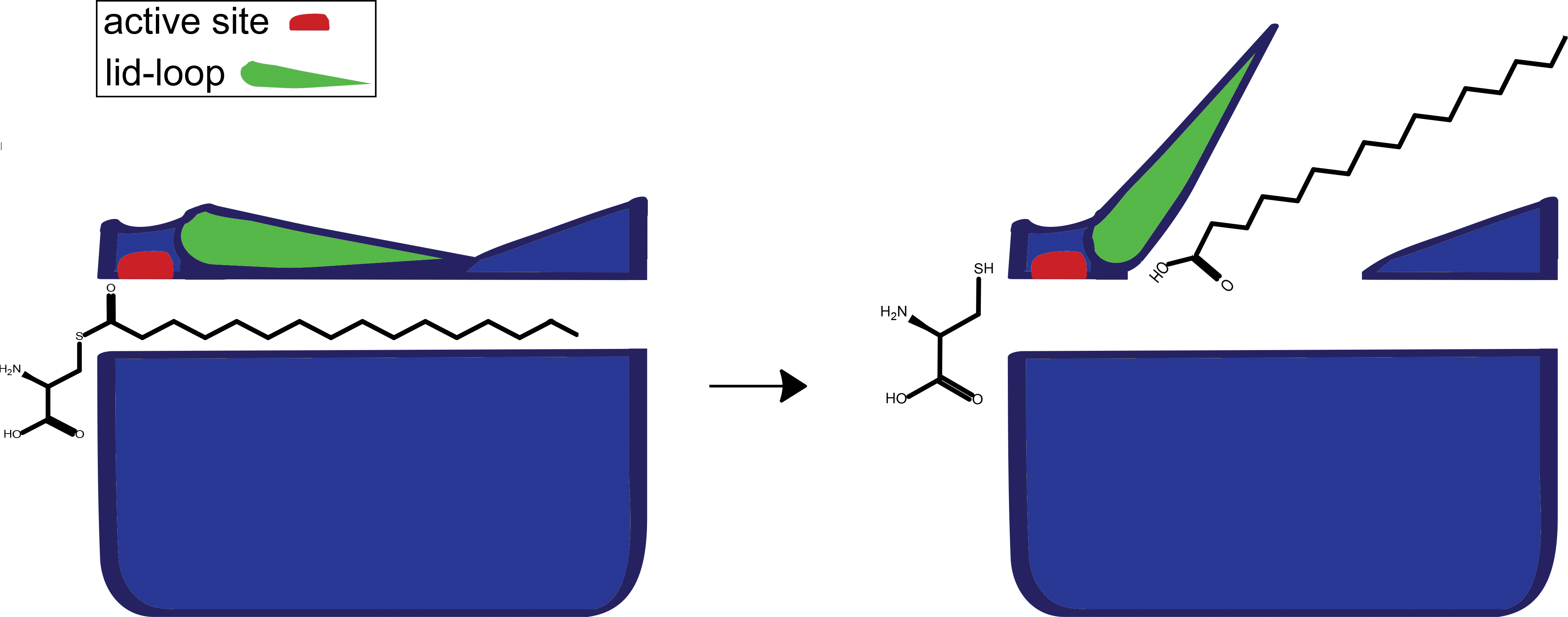
Mecanismo de como as acil-proteína tioesterases liberam seu produto usando uma tampa-laço flexível cobrindo o túnel de ligação do substrato

## Inibição
O envolvimento no controle da localização do oncogene Ras tornou as acil-proteínas tioesterases alvos potenciais de medicamentos contra o câncer. Acredita-se que a inibição das acil-proteínas tioesterases aumenta a deslocalização de Ras nas membranas celulares, levando eventualmente ao colapso do ciclo de Ras. Os inibidores para acil-proteína tioesterases têm como alvo específico o túnel do substrato hidrofóbico, o sítio catalítico serina ou ambos.

## Estudos
As abordagens atuais para estudar a atividade biológica das acil-proteína tioesterases incluem proteômica, monitoramento do tráfego de substratos fluorescentes microinjetados, o uso de miméticos de substrato permeáveis às células, e ferramentas químicas fluorescentes de pequenas moléculas permeáveis às células.